# Torre Velasca
Torre Velasca – wieżowiec w centrum Mediolanu (Włochy, Lombardia), zbudowany w 1954 przez studio architektoniczne BBPR. Wieża ma 106 metrów wysokości i bardzo charakterystyczny kształt grzyba. Budynek determinuje panoramę znacznej części centrum Mediolanu. 

## Budowniczowie

Torre Velasca widziany z dachu katedry w Mediolanie.

Torre Velasca widziany z ulicy Via Larga w nocy.

BBPR to akronim od nazwisk twórców obiektu: Gianluigi Banfi, Lodovico Belgiojoso, Enrico Peressutti i Ernesto Nathan Rogers. 

## Kontekst
Torre Velasca jest włoską, modernistyczną interpretacją wyzwań architektonicznych, stojących przed generacją architektów tworzących niedługo po II wojnie światowej. Wpisuje się w kontekst lokalnej architektury, poprzez inspirację dziełami takimi jak Katedra w Mediolanie, czy Zamek Sforzów, a także włoską odmianą secesji – styl Liberty. Bryła nawiązuje też do tradycji lombardzkiego budownictwa obronnego oraz typowego włoskiego zamku średniowiecznego. 
Budynek ma zarówno funkcje komercyjne, jak i mieszkalne.

## Położenie
Torre Velasca zlokalizowana jest w ścisłym centrum Mediolanu, niedaleko Katedry oraz Uniwersytetu, pomiędzy Corso di Porta Romana i Via Larga. Stacja metra Missori (linia S3) znajduje się przy głównym wejściu do budynku.

## Galeria

Torre Velasca na fotografiach Paolo Montiego
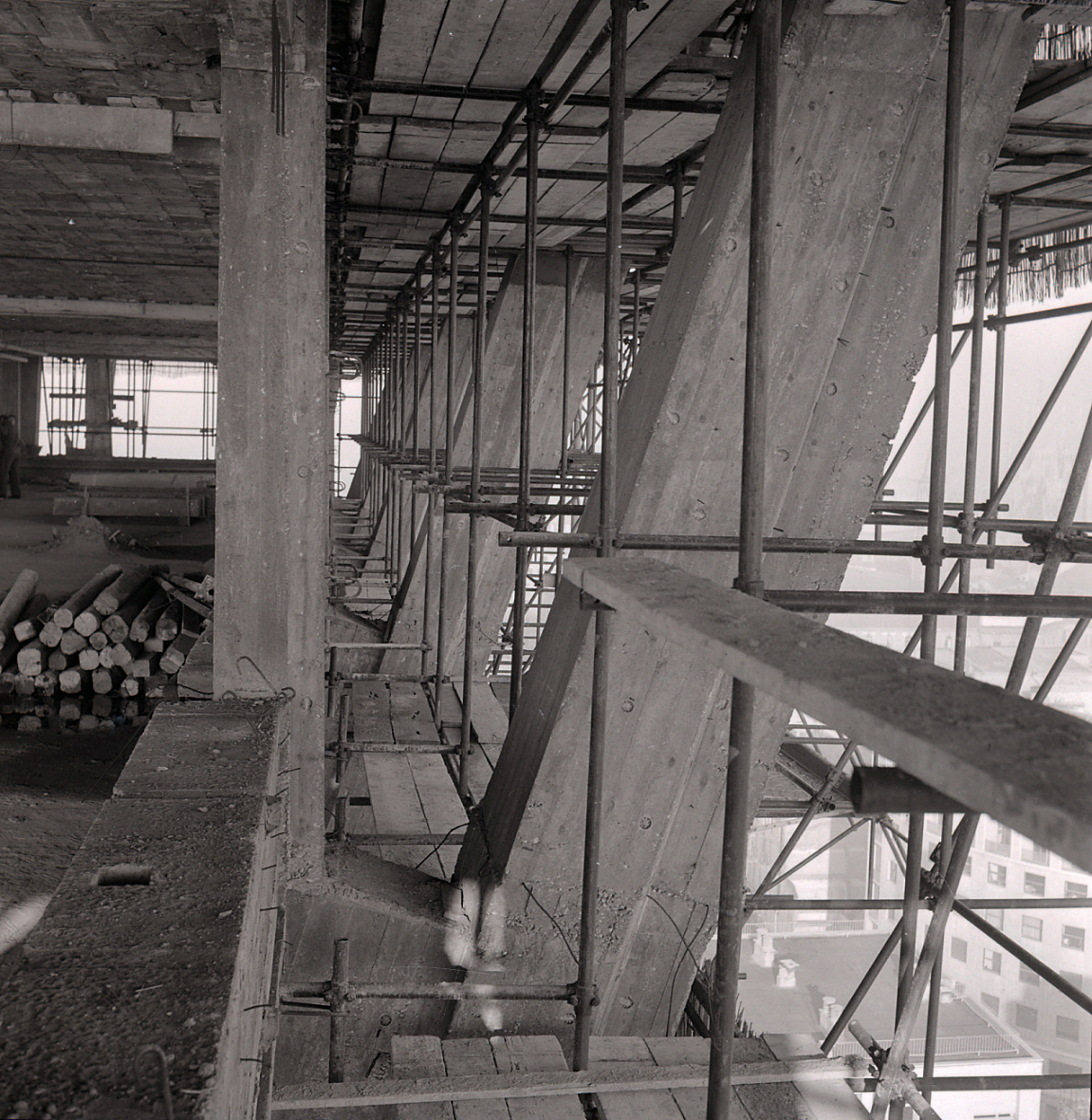
Rusztowania w trakcie budowy (1956)
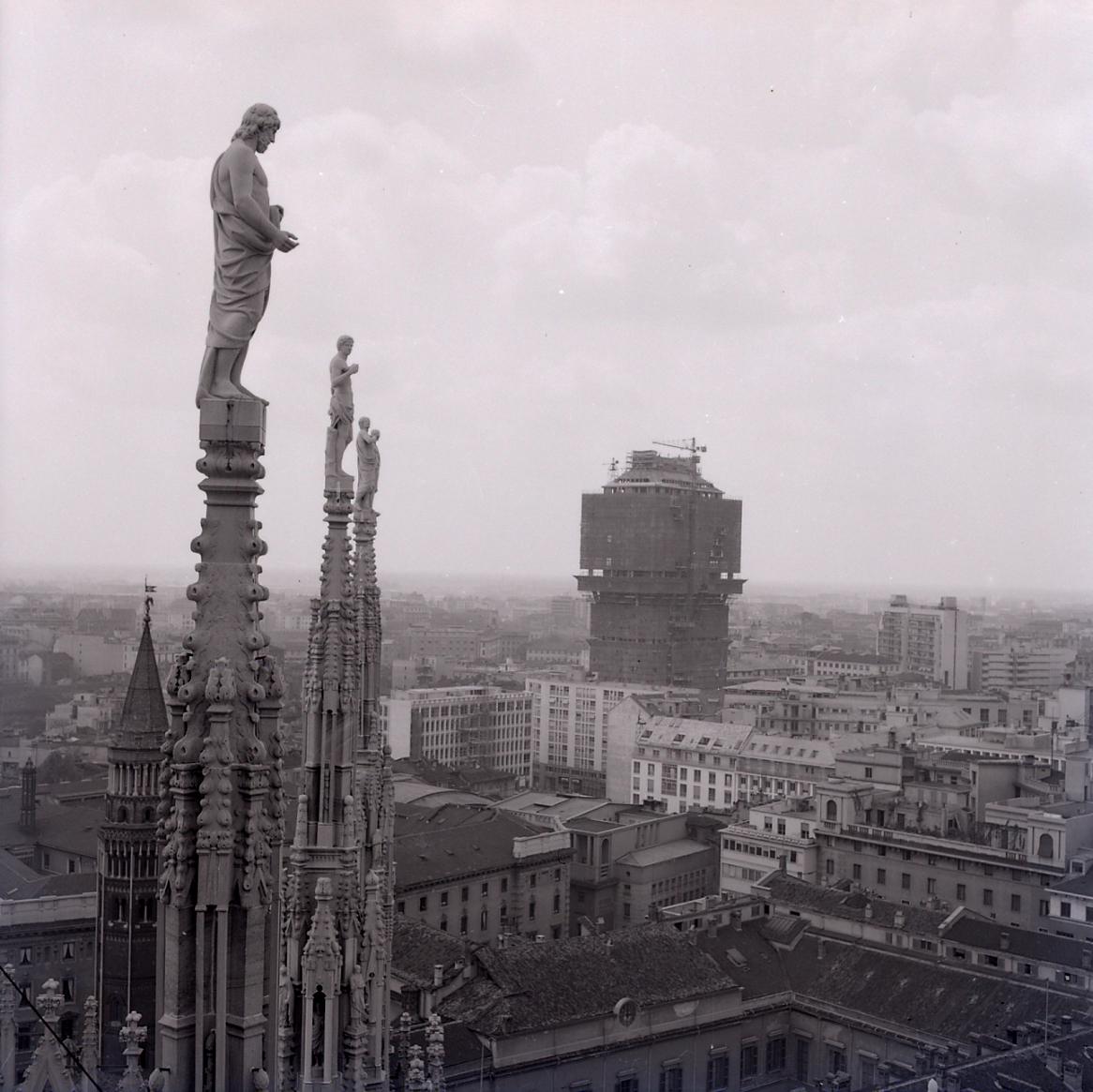
Wieża w trakcie budowy, widziana przez iglice katedry w Mediolanie
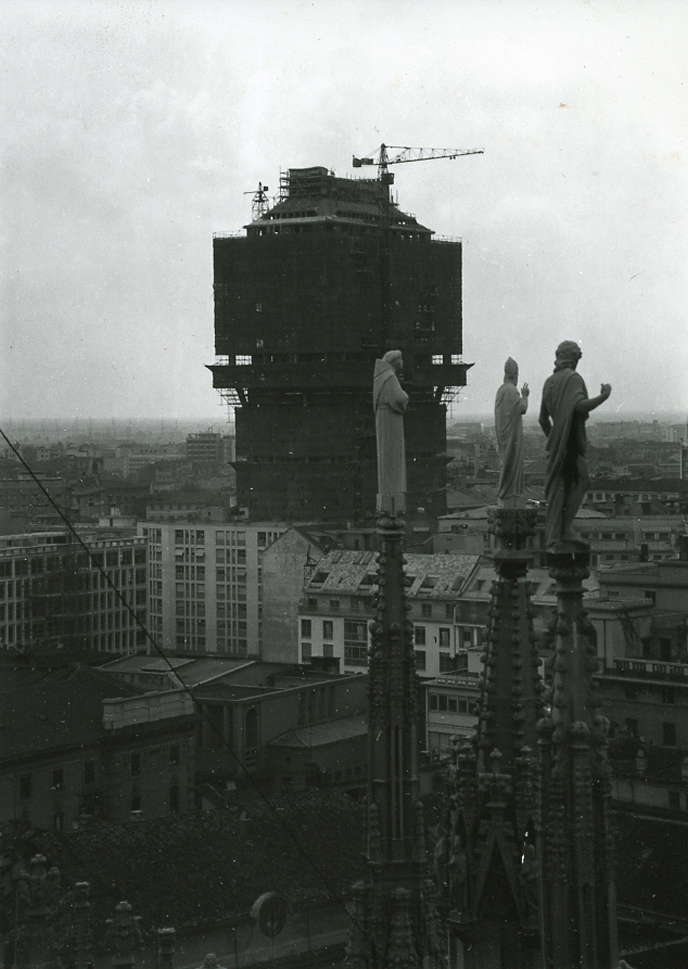
Wieża w trakcie budowy widziana przez iglice katedry w Mediolanie
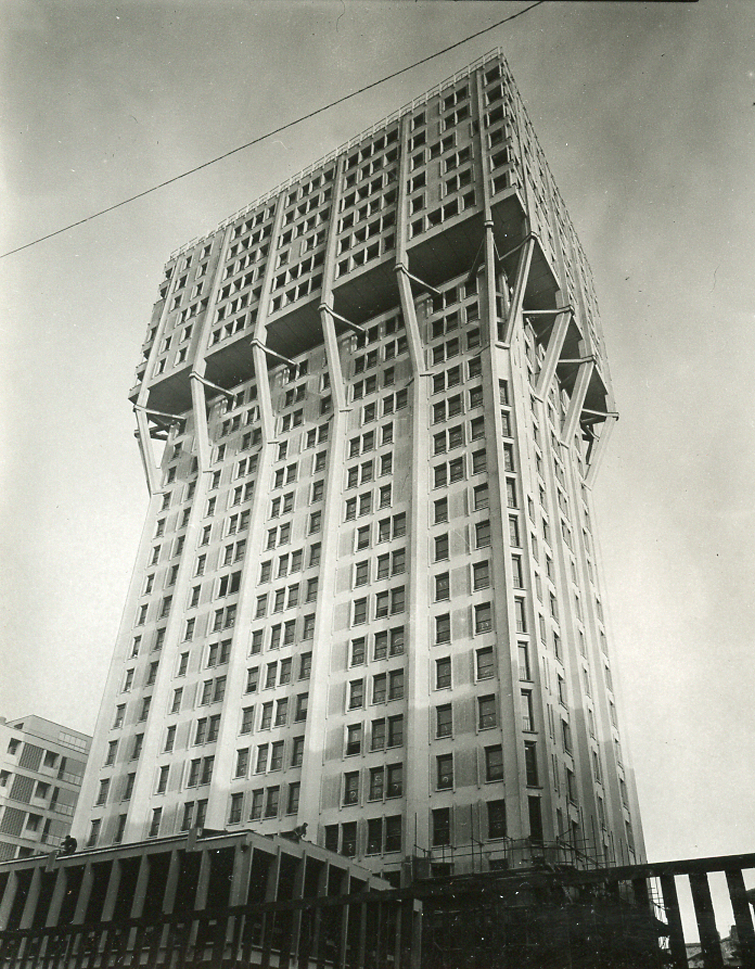
Budynek widziany z dołu
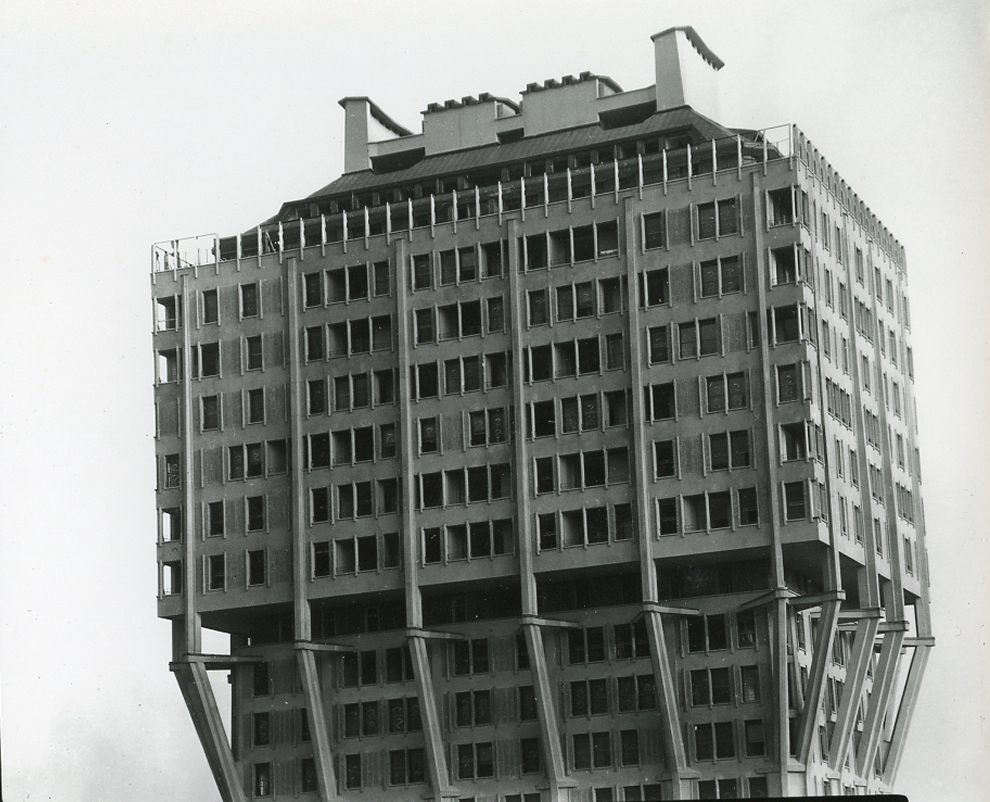
Górne piętra